# East Side Plaza Portsmouth
East Side Plaza Portsmouth, ook bekend als 1 Gunwharf Quays of Gunwharf Tower Building, is een postmodern residentieel gebouw gelegen in Gunwharf Quays, Portsmouth. Het gebouw is 101 meter hoog en telt 26 verdiepingen. Het gebouw is algemeen bekend als The Lipstick (de lippenstift) verwijzend naar zijn vorm. Het gebouw werd voltooid in 2008.